# Phemeranthus teretifolius
Phemeranthus teretifolius är en källörtsväxtart som beskrevs av Constantine Samuel Rafinesque. Phemeranthus teretifolius ingår i släktet Phemeranthus och familjen källörtsväxter. Inga underarter finns listade i Catalogue of Life.

## Bildgalleri

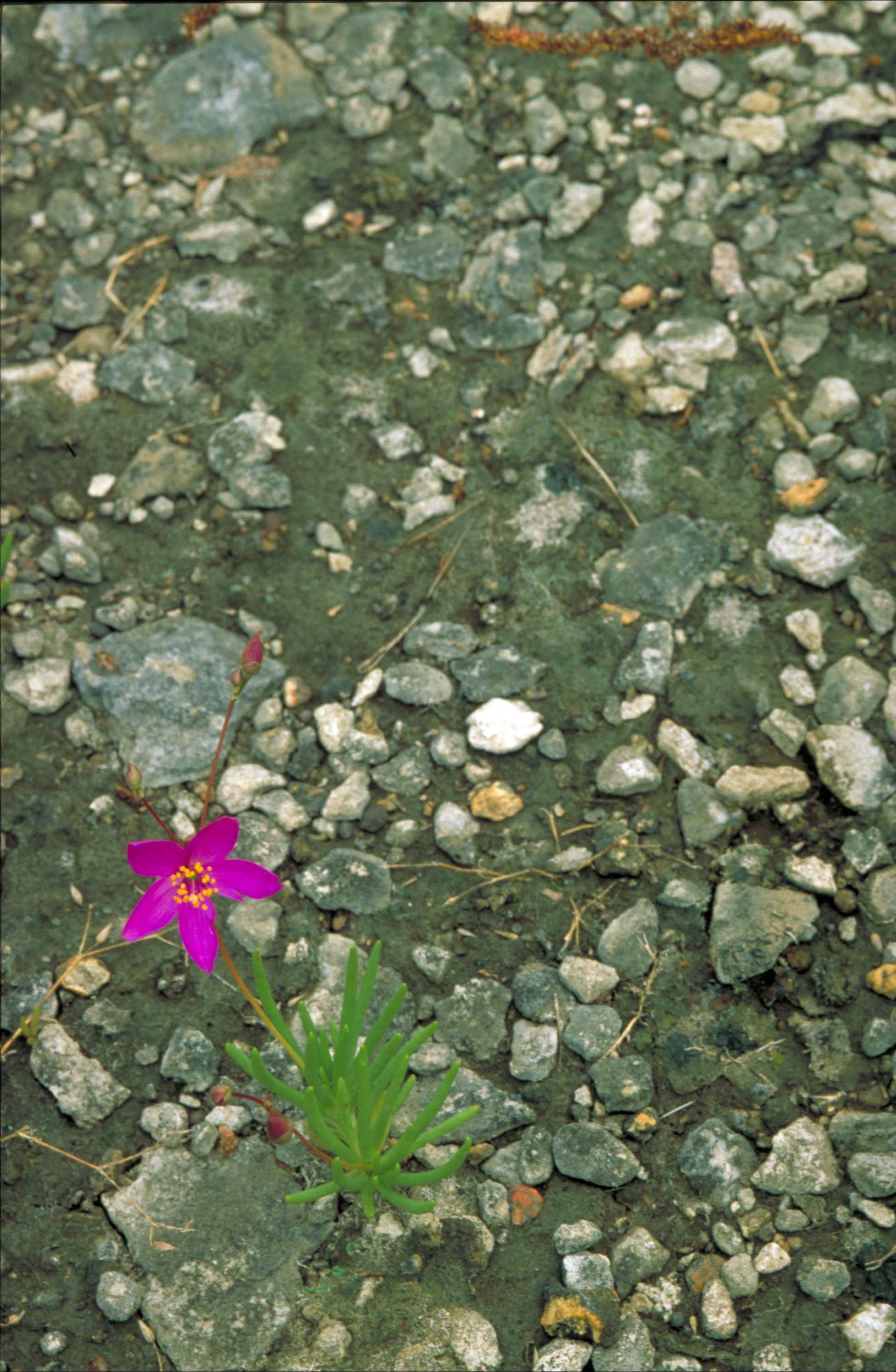
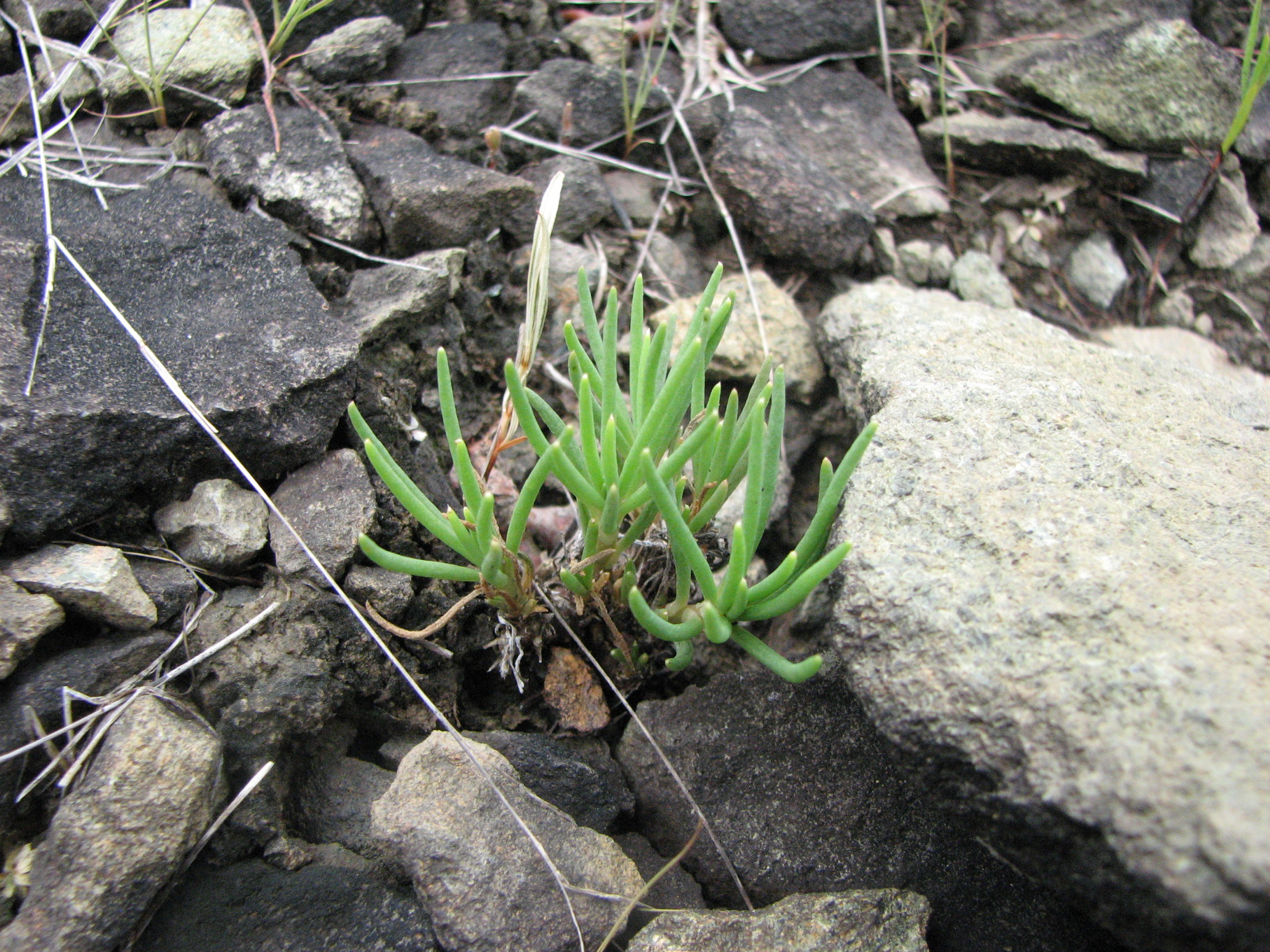